# Фрідріх Генгст
Фрідріх Генгст (Friedrich Hengst) — німецький льотчик-ас, лейтенант Імперської армії (13 січня 1918).

## Біографія
Учасник Першої світової війни, служив в автотранспортному підрозділі. В липні 1916 року перейшов в авіацію. Після завершення льотної підготовки був направлений в 3-тю бомбардувальну ескадру, а з 1 січня 1917 року у званні віцефельдфебеля літав на двомісних машинах у складі 3-ї винищувальної ескадрильї. Він здобув одну перемогу зі своїм спостерігачем, лейтенантом Кріге. Попри суперечку з 5-ю винищувальною ескадрильєю з приводу цієї перемоги, імена екіпажу двомісного літака були згадані в періодичному зведенні.
Отримавши переведення на винищувачі у квітні 1917 року. В лютому 1918 року потрапив у щойно сформовану 64-ту винищувальну ескадрилью. У її складі довів рахунок своїх перемог до п'яти. У вересні 1918 року Генгст став командиром ескадрильї. Його першою підтвердженою перемогою у складі 64-ї винищувальної ескадрильї виявився Nieuport 28, пілотом якого був капітан Дж. М. Голл із 94-ї американської ескадрильї, колишній пілот ескадрильї «Лафаєт». Голл щойно підбив інший Pfalz D.III, коли Генгст атакував його і змусив знизитися до малої висоти, де американця було обстріляно і знищено наземним вогнем з M.Flak 54 (проте перемога була віддана саме Фрідріху Генгсту, оскільки саме він змусив знизитися Голла під прицільний вогонь зенітних гармат).
На рахунку льотчика 6 повітряних перемог.